# Dimares elegans
Dimares elegans là một loài côn trùng trong họ Myrmeleontidae thuộc bộ Neuroptera. Loài này được Perty miêu tả năm 1833.